# スズキ・バンバン
バンバン（Vanvan）とは、スズキが製造販売しているストリートタイプのオートバイである。シリーズとして数車種が製造されていた。

## 概要
元々は1971年に発売したバンバン90から始まったレジャーバイクのシリーズ車種であり、その後は1972年に125と50、1973年には75が発売されている。前後輪共に巨大幅広タイヤを装備しているのが最大の特徴で、搭載する2ストロークエンジンのパワーもあり、高い走破性を誇った。
その後、2002年にシリーズの復刻版としてバンバン200が発売された。

## モデル一覧

### バンバン50
バンバン50は1972年6月27日に発売された。太いタイヤが特徴的でフレーム内に空気入れが装備されており、どこでも空気圧を調節できることができるなど遊び心のあるレジャーバイクである。

### バンバン75
バンバン75は1973年に発売された。

### バンバン90
バンバン90は1971年8月1日に発売された。

### バンバン200

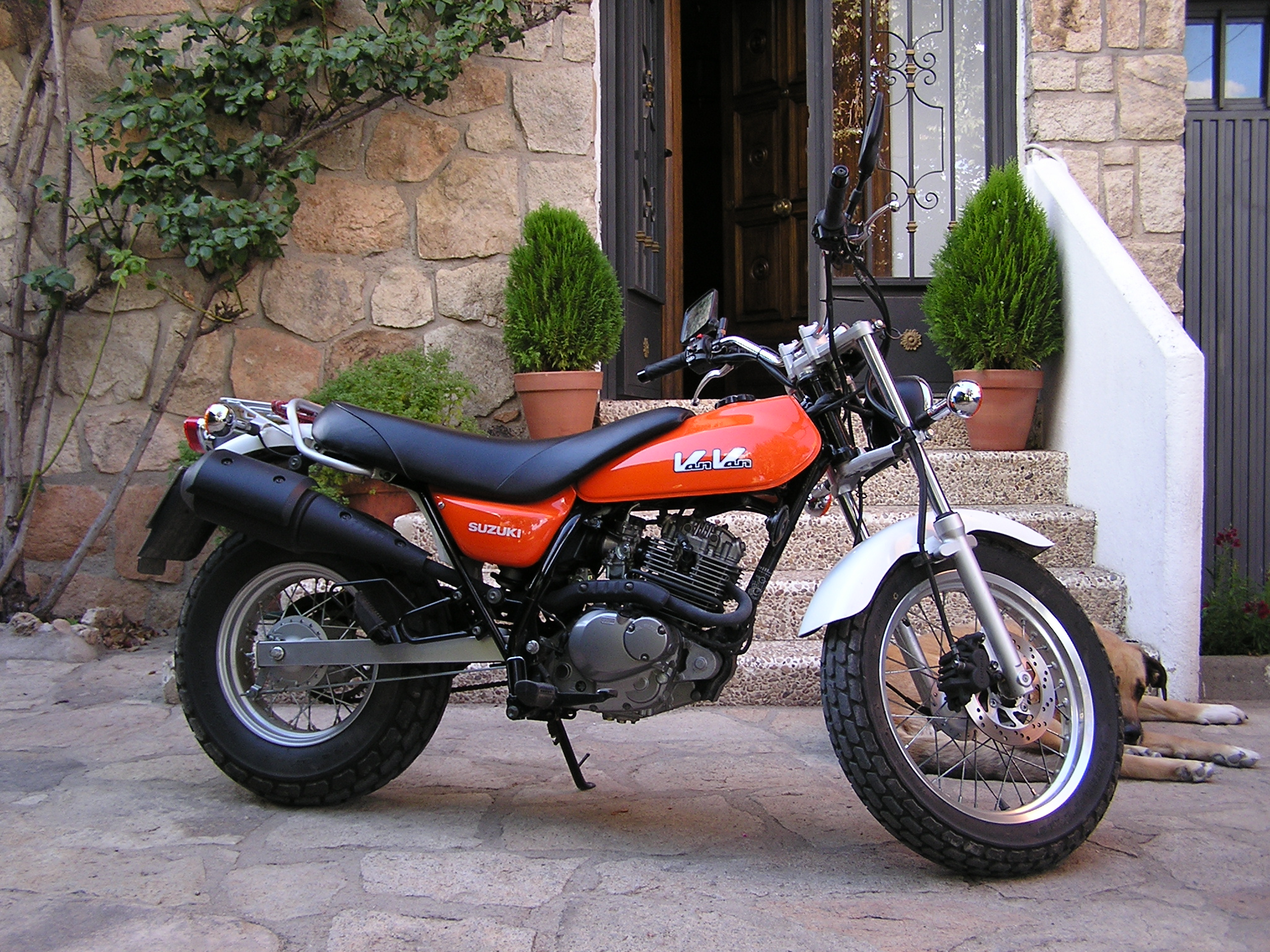
バンバン200

バンバン200は2002年に以前販売されていたバンバンシリーズをモチーフとして発売された。199cc・4ストロークエンジンを搭載し、ファットなタイヤや極太マフラーなどが車体デザインの特徴となっており、往年のバンバンシリーズの雰囲気を再現したモデルである。だが基本的にはヤマハ・TWのライバル的位置付けにあり、実際バンバン200のタイヤサイズはTWと全く同一である。 なお特別仕様車の Z シリーズも発売されていた。
2007年12月24日にモデルチェンジされ、エンジンにオイルクーラーを搭載した上で、フューエルインジェクションと触媒を装備させることにより自動車排出ガス規制をクリアさせている。 
なお日本国内仕様は継続生産車への平成28年自動車排出ガス規制適用により、2017年9月にメーカーより生産終了が発表された。

### バンバン125
バンバン125は欧州向けに製造されているモデルで、排気量を変更した以外は200とほぼ同じ車体となっている。なお2007年モデルからはエンジンにフューエルインジェクションが装備され、現地の環境規制に対応させている。